# Abandon (албум)
Abandon  шеснаести је студијски албум британског хард рок састава Deep Purple, којег у Америци 1998. године објављује дискографска кућа 'CMC International', у Канади 'Aquarius', а у Уједињеном Краљевству 'EMI'.
Материјал за албум снимљен је у 'Greg Rike' студију, Орландо, Флорида, током периода 1997 до 1998. године, а инжењер је Darren Schneider. Ово је изузетан Дип перплов албум на коме се налазе обрађене раније снимљене песме, као на пример "Bloodsucker" са албумаIn Rock (која се на овом албуму зове "Bludsucker").
Нови гитариста Стиви Морс врло добро се уклопио у састав и на овом албуму има значајно бољи звук него на његовом првенцу Purpendicular. Албум је снимљен у јачем хард рок стилу од својих претходника, али се ипак већи број песама ослања на рок. Међутим, главна особина овог материјала је да је дао највише хеви метал и хард успешних песама од било ког Дип перпловог албума до сада .
На песми "Don't Make Me Happy" погрешно је направљен мастер у моно техници звука, а није промењен ни на коначном издању.

## Списак песама
Све песме написали су Ијан Гилан, Роџер Давид Главер, Џон Даглас Лорд, Стиви Ј. Морс и Ијан АндерсонПејс, осим:
- "Bludsucker", коју су написали Ричи Блекмор, Ијан Гилан, Роџер Главер, Џон Лорд, Ијан Пејс

1. „Any Fule Kno That“ - 4:27
2. „Almost Human“ - 4:26
3. „Don't Make Me Happy“ - 4:56
4. „Seventh Heaven“ - 5:25
5. „Watching the Sky“ - 5:26
6. „Fingers to the Bone“ - 4:47
7. „Jack Ruby“ - 3:48
8. „She Was“ - 4:19
9. „Whatsername“ - 4:26
10. „'69“ - 4:59
11. „Evil Louie“ - 4:56
12. „Bludsucker“ - 4:27

## Извођачи
- Ијан Гилан - први пратећи вокали
- Стиви Морс - гитара
- Роџер Главер - бас гитара
- Џон Лорд - оргуље, клавијатуре
- Ијан Пејс - бубњеви

## Издања по државама
- Уједињено Краљевство , мај 1998, BMG/CMC International CMCSP 86250-2, (1CD, promo)
- Европа , мај 1998, EMI Switzerland CDP 519.965, (1CD)
- Европа , мај 1998, EMI Switzerland 7243-4-95306-2-1, (1CD)
- Јапан , мај 1998, Teichiku Records TECW 25754 , (2LP)
- Уједињено Краљевство? , мај 1998, EMI Switzerland, (2LP)
- Сједињене Америчке Државе , juni 1998, BMG/CMC International 86250-2, (1CD)
- Канада , 1998, EMI/Aquarius , (1CD)
- Италија , 1998, EMI Italy 072 4953062 , (1CD)
- Италија , 1998, EMI Italy 268 4953064 , (1 музичка касета)
- Јапан , мај 1998, Teichiku Records TECW25764, (1CD)